# Hans Bjerrum
 Hans Adolf Bjerrum, född 8 september 1899 i Hellerup, död 10 maj 1979 i London, var en dansk landhockeyspelare.
Bjerrum blev olympisk silvermedaljör i landhockey vid sommarspelen 1920 i Antwerpen.